# Грин, Джемисон
Джеймисон «Джеймс» Грин (англ. Jamison Green; род. 8 ноября 1948 года; Окленд, Калифорния, США) — правозащитник, трансгендерный мужчина.

## Личная жизнь
Грин начал трансгендерный переход в конце 1980-х годов, с намерением открыто говорить о своей трансгендерности. Он считается одним из немногих публично открытых трансгендерных людей того периода.

## Правозащитная деятельность
Грин известен как правозащитник, выступающий за правовую защиту, доступность медицинской помощи, безопасности, соблюдение гражданских прав для трансгендерным людям. Он начал говорить о справедливом отношении к трансгендерным людям в 1989 году. Грин опубликовал несколько эссе и статей, вел колонку на PlanetOut.com и снялся в восьми документальных фильмах.
Грин входил в правление НКО Transgender Law and Policy Institute и Equality Project, был членом консультативного совета National Center for Transgender Equality и возглавлял совет Gender Education and Advocacy. С 2014 по 2016 год он был президентом Всемирная профессиональная ассоциация по здоровью трансгендерных людей. С марта 1991 года по август 1999 года Грин был лидером FTM International .
В 2002 году Грин помог установить Индекс корпоративного равенства Кампании за права человека и до конца 2007 года был членом Делового совета организации, после чего он ушел в отставку из-за позиции организации по включению трансгендерных людей в Закон о недопущении дискриминации в сфере занятости.

## Becoming a visible man
Грин является автором книги «Becoming a visible man». Книга объединяет два направления: автобиографический рассказ о переходе Грина от жизни лесбиянки к жизни бисексуального транс-мужчины, а также более широкий комментарий о статусе трансгендерных людей в обществе. В 2004 году книга получила премию Сильвии Риверы как лучшая книга по трансгендерным исследованиям от Центра исследований лесбиянок и геев, а также стала финалистом литературной премии «Лямбда».
Грин планировал переиздать книгу в 2020 году под издательством Vanderbilt University Press.